# São Gonçalo do Amarante (Ceará)
Pour les articles homonymes, voir São Gonçalo do Amarante.
São Gonçalo do Amarante est une municipalité brésilienne de l’État du Ceará. En 2010, elle comptait 43 947 habitants.
São Gonçalo do Amarante est composé de 7 districts : Pecém (avec son terminal portuaire), Taíba, Siupé, Umarituba, Croatá, Serrote et Cágado. 

## Histoire
Son premier nom était Anacetaba, en allusion aux Indiens Anacés, qui habitaient la région, jusqu'à ce qu'elle change en São Gonçalo do Amarante, devenant le saint patron de la ville.
L'origine de la danse de São Gonçalo vient du Portugal. Elle était autrefois exécutée à l'intérieur des églises de São Gonçalo et célébrée le 10 janvier, date de sa mort en 1259. Pratiquée au Portugal depuis le XIIIe siècle, elle est arrivée au Brésil au début du XVIIIe siècle, avec les disciples du saint d'Amarante.

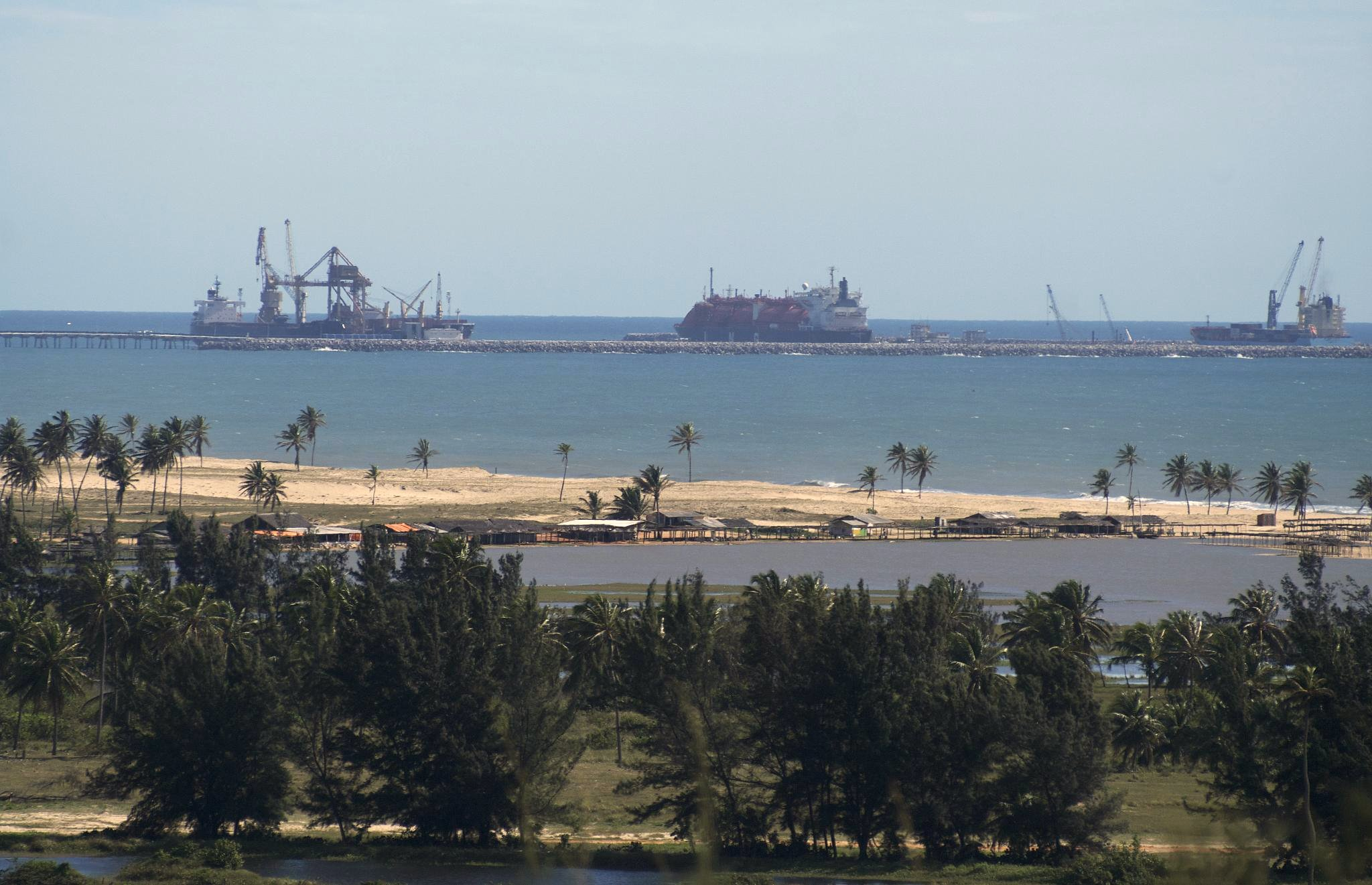
Aperçu du terminal portuaire de Pecém.

## Source
- (pt) Cet article est partiellement ou en totalité issu de l’article de Wikipédia en portugais intitulé « São Gonçalo do Amarante (Ceará) » (voir la liste des auteurs).